# Taudactylus eungellensis
Espèce
Statut de conservation UICN

 CR B2ab(v) : 
En danger critique
Taudactylus eungellensis est une espèce d'amphibiens de la famille des Myobatrachidae.

## Répartition

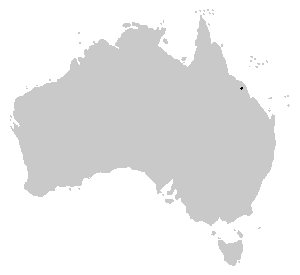
Répartition

Cette espèce est endémique du centre-Est du Queensland en Australie. Elle se rencontre entre 200 et 1 000 m d'altitude,.

## Description

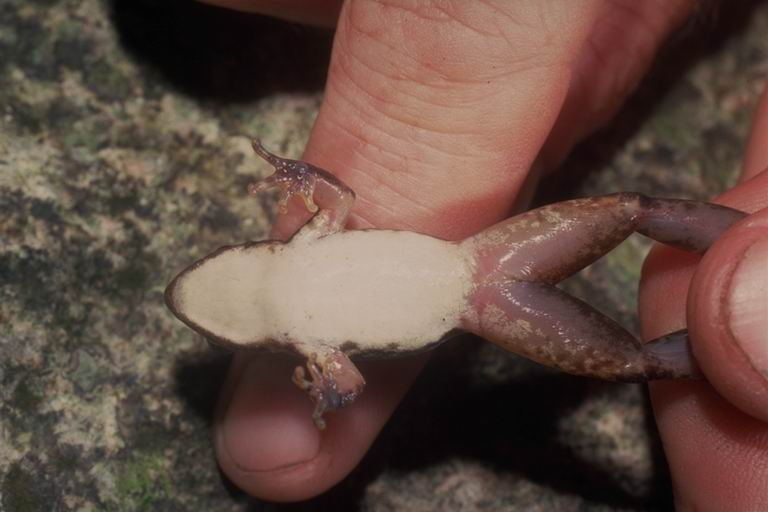
Taudactylus eungellensis, face ventrale.

Taudactylus eungellensis mesure 35 mm. Son dos varie du brun verdâtre au brun foncé et présente une marque en forme de X et des marbrures foncées. Son ventre est jaunâtre.

## Étymologie
Son nom d'espèce, composé de eungell[a] et du suffixe latin -ensis, « qui vit dans, qui habite », lui a été donné en référence au lieu de sa découverte, le parc national d'Eungella.

## Publication originale
- Liem & Hosmer, 1973 : Frogs of the genus Taudactylus with description of two new species (Anura: Leptodactylidae). Memoirs of the Queensland Museum, vol. 16, p. 435-457.